# Cold Case – Kein Opfer ist je vergessen/Episodenliste
Diese Episodenliste enthält alle Episoden der US-amerikanischen Krimiserie Cold Case – Kein Opfer ist je vergessen, sortiert nach der US-amerikanischen Erstausstrahlung. Zwischen 2003 und 2010 entstanden in sieben Staffeln 156 Episoden mit einer Länge von jeweils etwa 44 Minuten.

## Übersicht
| Staffel | Episodenanzahl | Erstausstrahlung USA | Erstausstrahlung USA | Deutschsprachige Erstausstrahlung | Deutschsprachige Erstausstrahlung |
| Staffel | Episodenanzahl | Staffelpremiere      | Staffelfinale        | Staffelpremiere                   | Staffelfinale                     |
| ------- | -------------- | -------------------- | -------------------- | --------------------------------- | --------------------------------- |
| 1       | 23             | 28. September 2003   | 23. Mai 2004         | 9. Juni 2004                      | 5. November 2004                  |
| 2       | 23             | 3. Oktober 2004      | 22. Mai 2005         | 4. März 2005                      | 11. November 2005                 |
| 3       | 23             | 25. September 2005   | 21. Mai 2006         | 3. März 2006                      | 10. November 2006                 |
| 4       | 24             | 24. September 2006   | 6. Mai 2007          | 4. April 2007                     | 14. Mai 2008                      |
| 5       | 18             | 23. September 2007   | 4. Mai 2008          | 21. Mai 2008                      | 27. Februar 2009                  |
| 6       | 23             | 28. September 2008   | 10. Mai 2009         | 6. März 2009                      | 20. November 2009                 |
| 7       | 22             | 27. September 2009   | 2. Mai 2010          | 5. März 2010                      | 5. November 2010                  |

## Staffel 1
Die Erstausstrahlung der ersten Staffel war vom 28. September 2003 bis 23. Mai 2004 auf dem US-amerikanischen Sender CBS zu sehen. Die deutschsprachige Erstausstrahlung sendete der deutsche Free-TV-Sender Kabel eins vom 9. Juni bis zum 5. November 2004.
| Nr. (ges.) | Nr. (St.) | Deutscher Titel               | Originaltitel                  | Erstausstrahlung USA | Deutschsprachige Erstausstrahlung (D) | Regie               | Drehbuch                   |
| ---------- | --------- | ----------------------------- | ------------------------------ | -------------------- | ------------------------------------- | ------------------- | -------------------------- |
| 1          | 1         | Mord verjährt nicht           | Look Again                     | 28. Sep. 2003        | 9. Juni 2004                          | Mark Pellington     | Meredith Stiehm            |
| 2          | 2         | Eine explosive Überraschung   | Gleen                          | 5. Okt. 2003         | 11. Juni 2004                         | Paris Barclay       | Jan Oxenberg               |
| 3          | 3         | Ein Serientäter kehrt zurück  | Our Boy Is Back                | 12. Okt. 2003        | 18. Juni 2004                         | Bryan Spicer        | Stacy Kravetz              |
| 4          | 4         | Kirchgänger                   | Churchgoing People             | 19. Okt. 2003        | 25. Juni 2004                         | Mark Pellington     | Meredith Stiehm            |
| 5          | 5         | Tödlicher Streit              | The Runner                     | 26. Okt. 2003        | 2. Juli 2004                          | David Straiton      | Veena Cabreros Sud         |
| 6          | 6         | Liebe ist stärker als der Tod | Love Conquers Al               | 9. Nov. 2003         | 9. Juli 2004                          | Greg Yaitanes       | Kim Newton                 |
| 7          | 7         | Zeit des Hasses               | A Time to Hate                 | 16. Nov. 2003        | 16. Juli 2004                         | Deran Sarafian      | Jan Oxenberg               |
| 8          | 8         | Sprung in den Tod             | Fly Away                       | 30. Nov. 2003        | 23. Juli 2004                         | James Whitmore, Jr. | Veena Cabreros Sud         |
| 9          | 9         | Schuldgefühle                 | Sherry Darlin’                 | 7. Dez. 2003         | 30. Juli 2004                         | Rachel Talalay      | Sean Whitesell             |
| 10         | 10        | Per Anhalter in den Tod       | The Hitchhiker                 | 21. Dez. 2003        | 6. Aug. 2004                          | Marita Grabiak      | Sean Whitesell             |
| 11         | 11        | Mord auf Bestellung           | Hubris                         | 11. Jan. 2004        | 13. Aug. 2004                         | Agnieszka Holland   | Stacy Kravetz & Kim Newton |
| 12         | 12        | Stillmans Fall                | Glued                          | 18. Jan. 2004        | 20. Aug. 2004                         | Peter Markle        | Tyler Bensinger            |
| 13         | 13        | Der letzte Brief              | The Letter                     | 25. Jan. 2004        | 27. Aug. 2004                         | Tim Hunter          | Veena Cabreros Sud         |
| 14         | 14        | Der Junge im Karton           | Boy in the Box                 | 15. Feb. 2004        | 3. Sep. 2004                          | Karen Gaviola       | Meredith Stiehm            |
| 15         | 15        | Disco Inferno                 | Disco Inferno                  | 22. Feb. 2004        | 10. Sep. 2004                         | James Whitmore jr.  | Tyler Bensinger            |
| 16         | 16        | Freiwillige                   | Volunteers                     | 7. März 2004         | 17. Sep. 2004                         | Allison Anders      | Jan Oxenberg               |
| 17         | 17        | Falscher Ehrgeiz              | The Lost Soul of Herman Lester | 14. März 2004        | 24. Sep. 2004                         | Tim Matheson        | Sean Whitesell             |
| 18         | 18        | Gute Vorsätze                 | Resolutions                    | 28. März 2004        | 1. Okt. 2004                          | Alex Zakrzewski     | Kim Newton                 |
| 19         | 19        | Geschwisterliebe              | Late Returns                   | 4. Apr. 2004         | 8. Okt. 2004                          | David Straiton      | Jay Beattie & Dan Dworkin  |
| 20         | 20        | Gier                          | Greed                          | 18. Apr. 2004        | 15. Okt. 2004                         | Karen Gaviola       | Stacy Kravetz              |
| 21         | 21        | Mutterinstinkt                | Maternal Instincts             | 25. Apr. 2004        | 22. Okt. 2004                         | Kevin Hooks         | Laurie Arent               |
| 22         | 22        | Der Plan                      | The Plan                       | 2. Mai 2004          | 29. Okt. 2004                         | Agnieszka Holland   | Veena Cabreros Sud         |
| 23         | 23        | Erste Liebe                   | Lover’s Lane                   | 23. Mai 2004         | 5. Nov. 2004                          | Nelson McCormick    | Meredith Stiehm            |

## Staffel 2
Die Erstausstrahlung der zweiten Staffel war vom 3. Oktober 2004 bis 22. Mai 2005 auf dem US-amerikanischen Sender CBS zu sehen. Die deutschsprachige Erstausstrahlung sendete der deutsche Free-TV-Sender Kabel eins vom 4. März bis zum 11. November 2005.
| Nr. (ges.) | Nr. (St.) | Deutscher Titel          | Originaltitel          | Erstausstrahlung USA | Deutschsprachige Erstausstrahlung (D) | Regie               | Drehbuch                        |
| ---------- | --------- | ------------------------ | ---------------------- | -------------------- | ------------------------------------- | ------------------- | ------------------------------- |
| 24         | 1         | Am Rand der Gesellschaft | The Badlands           | 3. Okt. 2004         | 4. März 2005                          | Tim Matheson        | Chris Mundy                     |
| 25         | 2         | Fabrikmädchen            | Factory Girls          | 10. Okt. 2004        | 11. März 2005                         | David Von Ancken    | Meredith Stiehm & Stacy Kravetz |
| 26         | 3         | Daniela                  | Daniela                | 17. Okt. 2004        | 18. März 2005                         | David Barrett       | Veena Cabreros Sud              |
| 27         | 4         | Tod im Fluchttunnel      | The House              | 24. Okt. 2004        | 1. Apr. 2005                          | Alex Zakrzewski     | Sean Whitesell                  |
| 28         | 5         | Das Familiengeheimnis    | Who’s Your Daddy       | 31. Okt. 2004        | 8. Apr. 2005                          | Greg Yaitanes       | Tyler Bensinger                 |
| 29         | 6         | Übernachtungsgäste       | The Sleepover          | 7. Nov. 2004         | 15. Apr. 2005                         | Emilio Estevez      | Liz W. Garcia                   |
| 30         | 7         | Der verlorene Sohn       | It’s Raining Men       | 14. Nov. 2004        | 22. Apr. 2005                         | Paul Holahan        | Jan Oxenberg                    |
| 31         | 8         | Hexenjagd                | Red Glare              | 21. Nov. 2004        | 29. Apr. 2005                         | Tim Matheson        | Jay Beattie & Dan Dworkin       |
| 32         | 9         | Menschenjagd             | Mind Hunters           | 28. Nov. 2004        | 6. Mai 2005                           | Kevin Bray          | Veena Cabreros Sud              |
| 33         | 10        | Diskretion               | Discretions            | 19. Dez. 2004        | 13. Mai 2005                          | James Whitmore, Jr. | Henry Robles                    |
| 34         | 11        | Die Sekte                | Blank Generation       | 9. Jan. 2005         | 20. Mai 2005                          | David Barrett       | Chris Mundy                     |
| 35         | 12        | Tödliche Wette           | Yo, Adrian             | 16. Jan. 2005        | 27. Mai 2005                          | James Whitmore jr.  | Sean Whitesell                  |
| 36         | 13        | Querschläger             | Time to Crime          | 30. Jan. 2005        | 2. Sep. 2005                          | Tim Hunter          | Tyler Bensinger                 |
| 37         | 14        | Kriegshelden             | Revolution             | 20. Feb. 2005        | 9. Sep. 2005                          | Alex Zakrzewski     | Liz W. Garcia                   |
| 38         | 15        | Die Kraft der Wünsche    | Wishing                | 6. März 2005         | 17. Sep. 2005                         | Emilio Estevez      | Karin Lewicki                   |
| 39         | 16        | Selbstjustiz             | Revenge                | 13. März 2005        | 23. Sep. 2005                         | David Von Ancken    | Jay Beattie                     |
| 40         | 17        | Schadenfreude            | Schadenfreude          | 20. März 2005        | 30. Sep. 2005                         | Tim Matheson        | Gina Gionfriddo                 |
| 41         | 18        | Verhängnisvolle Sucht    | Ravaged                | 27. März 2005        | 7. Okt. 2005                          | James Whitmore jr.  | Meredith Stiehm                 |
| 42         | 19        | Schwarz und Weiß         | Strange Fruit          | 3. Apr. 2005         | 14. Okt. 2005                         | Paris Barclay       | Veena Cabreros Sud              |
| 43         | 20        | Verraten und verkauft    | Kensington             | 24. Apr. 2005        | 21. Okt. 2005                         | Bill Eagles         | Sean Whitesell                  |
| 44         | 21        | Die Rocky Horror Show    | Creatures of the Night | 1. Mai 2005          | 28. Okt. 2005                         | Alex Zakrzewski     | Tyler Bensinger                 |
| 45         | 22        | Mehr als Freundschaft    | Best Friends           | 8. Mai 2005          | 4. Nov. 2005                          | Mark Pellington     | Liz W. Garcia                   |
| 46         | 23        | Der Jäger kehrt zurück   | The Woods              | 22. Mai 2005         | 11. Nov. 2005                         | Nelson McCormick    | Veena Cabreros Sud              |

## Staffel 3
Die Erstausstrahlung der dritten Staffel war vom 25. September 2005 bis 21. Mai 2006 auf dem US-amerikanischen Sender CBS zu sehen. Die deutschsprachige Erstausstrahlung sendete der deutsche Free-TV-Sender Kabel eins vom 3. März bis zum 10. November 2006.
| Nr. (ges.) | Nr. (St.) | Deutscher Titel       | Originaltitel               | Erstausstrahlung USA | Deutschsprachige Erstausstrahlung (D) | Regie               | Drehbuch                                               |
| ---------- | --------- | --------------------- | --------------------------- | -------------------- | ------------------------------------- | ------------------- | ------------------------------------------------------ |
| 47         | 1         | Die verlorene Tochter | Family                      | 25. Sep. 2005        | 3. März 2006                          | Mark Pellington     | Meredith Stiehm                                        |
| 48         | 2         | Das Versprechen       | The Promise                 | 2. Okt. 2005         | 10. März 2006                         | Paris Barclay       | Veena Cabreros Sud                                     |
| 49         | 3         | Halloween             | Bad Night                   | 9. Okt. 2005         | 17. März 2006                         | Kevin Bray          | Andrea Newman                                          |
| 50         | 4         | Die verbotene Liga    | Colors                      | 16. Okt. 2005        | 24. März 2006                         | Paris Barclay       | Sean Whitesell                                         |
| 51         | 5         | Die Anstalt           | Committed                   | 23. Okt. 2005        | 31. März 2006                         | Alex Zakrzewski     | Liz W. Garcia                                          |
| 52         | 6         | Blutrache             | Saving Patrick Bubley       | 6. Nov. 2005         | 7. Apr. 2006                          | Marcos Siega        | Tyler Bensinger & Karin Lewicki                        |
| 53         | 7         | Schnelles Geld        | Start-Up                    | 13. Nov. 2005        | 14. Apr. 2006                         | James Whitmore, Jr. | Karin Lewicki                                          |
| 54         | 8         | Schuld und Sühne      | Honor                       | 20. Nov. 2005        | 21. Apr. 2006                         | Paris Barclay       | Craig Turk                                             |
| 55         | 9         | Ein perfekter Tag     | A Perfect Day               | 27. Nov. 2005        | 28. Apr. 2006                         | Roxann Dawson       | Veena Cabreros Sud                                     |
| 56         | 10        | Der Schützling        | Frank’s Best                | 18. Dez. 2005        | 5. Mai 2006                           | Michael Schultz     | Andrea Newman                                          |
| 57         | 11        | Acht Jahre später     | 8 Years                     | 8. Jan. 2006         | 12. Mai 2006                          | Mark Pellington     | Meredith Stiehm                                        |
| 58         | 12        | Nirvana               | Detention                   | 15. Jan. 2006        | 19. Mai 2006                          | Jessica Landaw      | Liz W. Garcia                                          |
| 59         | 13        | Debütantinnen         | Debut                       | 29. Jan. 2006        | 28. Mai 2006                          | Tim Hunter          | Karin Lewicki & Kate Purdy                             |
| 60         | 14        | Hundstage             | Dog Day Afternoons          | 26. Feb. 2006        | 8. Sep. 2006                          | Craig Ross jr.      | Sean Whitesell                                         |
| 61         | 15        | Alvaro                | Sanctuary                   | 12. März 2006        | 15. Sep. 2006                         | Alex Zakrzewski     | Steve Sharlet                                          |
| 62         | 16        | Unsterblich           | One Night                   | 19. März 2006        | 22. Sep. 2006                         | Nicole Kassell      | Veena Cabreros Sud                                     |
| 63         | 17        | Superstar             | Superstar                   | 26. März 2006        | 29. Sep. 2006                         | Bill Eagles         | Patricia A. Fullerton, Craig S. O'Neill & Jason Tracey |
| 64         | 18        | Tödliches Cabaret     | Willkommen                  | 2. Apr. 2006         | 6. Okt. 2006                          | Paris Barclay       | Andrea Newman                                          |
| 65         | 19        | Die goldenen 20er     | Beautiful Little Fool       | 9. Apr. 2006         | 13. Okt. 2006                         | Kevin Bray          | Liz W. Garcia                                          |
| 66         | 20        | Die letzte Berufung   | Death Penalty: Final Appeal | 16. Apr. 2006        | 20. Okt. 2006                         | Alex Zakrzewski     | Sean Whitesell                                         |
| 67         | 21        | Das Leben danach      | The Hen House               | 30. Apr. 2006        | 27. Okt. 2006                         | David Von Ancken    | Craig Turk                                             |
| 68         | 22        | Spielsüchtig          | The River                   | 7. Mai 2006          | 3. Nov. 2006                          | Craig Ross jr.      | Liz Garcia                                             |
| 69         | 23        | Der Fall Joseph       | Joseph                      | 21. Mai 2006         | 10. Nov. 2006                         | Roxann Dawson       | Liz W. Garcia & Andrea Newman                          |

## Staffel 4
Die Erstausstrahlung der vierten Staffel war vom 24. September 2006 bis 6. Mai 2007 auf dem US-amerikanischen Sender CBS zu sehen. Die deutschsprachige Erstausstrahlung sendete der deutsche Free-TV-Sender ProSieben vom 4. April 2007 bis zum 14. Mai 2008.
| Nr. (ges.) | Nr. (St.) | Deutscher Titel         | Originaltitel        | Erstausstrahlung USA | Deutschsprachige Erstausstrahlung (D) | Regie            | Drehbuch               |
| ---------- | --------- | ----------------------- | -------------------- | -------------------- | ------------------------------------- | ---------------- | ---------------------- |
| 70         | 1         | Vor laufender Kamera    | Rampage              | 24. Sep. 2006        | 4. Apr. 2007                          | Mark Pellington  | Veena Cabreros Sud     |
| 71         | 2         | Veteranen               | The War at Home      | 1. Okt. 2006         | 11. Apr. 2007                         | Alex Zakrzewski  | Samantha Howard Corbin |
| 72         | 3         | Erdschweine             | Sandhogs             | 8. Okt. 2006         | 18. Apr. 2007                         | David Von Ancken | Greg Plageman          |
| 73         | 4         | Baby-Blues              | Baby Blues           | 15. Okt. 2006        | 25. Apr. 2007                         | David Barrett    | Liz W. Garcia          |
| 74         | 5         | Plan B                  | Saving Sammy         | 22. Okt. 2006        | 2. Mai 2007                           | Paris Barclay    | Tyler Bensinger        |
| 75         | 6         | Rock ’n’ Roll           | Static               | 29. Okt. 2006        | 9. Mai 2007                           | Kevin Bray       | Gavin Harris           |
| 76         | 7         | Der Schlüssel           | The Key              | 5. Nov. 2006         | 16. Mai 2007                          | David Barrett    | Jennifer M. Johnson    |
| 77         | 8         | Glühwürmchen            | Fireflies            | 12. Nov. 2006        | 23. Mai 2007                          | Marcos Siega     | Erica Shelton          |
| 78         | 9         | Einsame Herzen          | Lonely Hearts        | 19. Nov. 2006        | 30. Mai 2007                          | John Peters      | Liz W. Garcia          |
| 79         | 10        | Einmal Cop, immer Cop   | Forever Blue         | 3. Dez. 2006         | 6. Juni 2007                          | Jeannot Szwarc   | Tom Pettit             |
| 80         | 11        | Die Sugar Boys          | The Red and the Blue | 10. Dez. 2006        | 13. Juni 2007                         | Steve Boyum      | Meredith Stiehm        |
| 81         | 12        | Fight Club              | Knuckle Up           | 7. Jan. 2007         | 20. Juni 2007                         | David Barrett    | Greg Plageman          |
| 82         | 13        | Blackout                | Blackout             | 14. Jan. 2007        | 27. Juni 2007                         | Seith Mann       | Tyler Bensinger        |
| 83         | 14        | 8:03 Uhr                | 8:03 AM              | 28. Jan. 2007        | 4. Juli 2007                          | Alex Zakrzewski  | Veena Cabreros Sud     |
| 84         | 15        | Bomben für den Frieden  | Blood on the Tracks  | 18. Feb. 2007        | 11. Juli 2007                         | Kevin Bray       | Gavin Harris           |
| 85         | 16        | Barbara                 | The Good-Bye Room    | 4. März 2007         | 18. Juli 2007                         | Holly Dale       | Jennifer M. Johnson    |
| 86         | 17        | Vater und Sohn          | Shuffle, Ball Change | 11. März 2007        | 25. Juli 2007                         | Mark Pellington  | Liz W. Garcia          |
| 87         | 18        | Der Ein-Dollar-Traum    | A Dollar, A Dream    | 18. März 2007        | 1. Aug. 2007                          | Chris Fisher     | Erica Shelton          |
| 88         | 19        | Recht und Gerechtigkeit | Offender             | 25. März 2007        | 8. Aug. 2007                          | David Barrett    | Greg Plageman          |
| 89         | 20        | Cheerleader             | Stand Up and Holler  | 1. Apr. 2007         | 15. Aug. 2007                         | John Peters      | Greg Plageman          |
| 90         | 21        | Suffragetten            | Torn                 | 8. Apr. 2007         | 22. Aug. 2007                         | Kevin Bray       | Tyler Bensinger        |
| 91         | 22        | Menschliche Fracht      | Cargo                | 15. Apr. 2007        | 29. Aug. 2007                         | Andy García      | Tom Pettit             |
| 92         | 23        | Ein schöner Tod         | The Good Death       | 29. Apr. 2007        | 7. Mai 2008                           | Paris Barclay    | Gavin Harris           |
| 93         | 24        | Stalker                 | Stalker              | 6. Mai 2007          | 14. Mai 2008                          | Alex Zakrzewski  | Veena Cabreros Sud     |

## Staffel 5
Die Erstausstrahlung der fünften Staffel war vom 23. September 2007 bis 4. Mai 2008 auf dem US-amerikanischen Sender CBS zu sehen. Die deutschsprachige Erstausstrahlung sendete der deutsche Free-TV-Sender ProSieben vom 21. Mai bis zum 27. August 2008. Die letzte Folge sendete der deutsche Free-TV-Sender Kabel eins am 27. Februar 2009.
| Nr. (ges.) | Nr. (St.) | Deutscher Titel         | Originaltitel      | Erstausstrahlung USA | Deutschsprachige Erstausstrahlung (D) | Regie             | Drehbuch                           |
| ---------- | --------- | ----------------------- | ------------------ | -------------------- | ------------------------------------- | ----------------- | ---------------------------------- |
| 94         | 1         | Das Böse triumphiert    | Thrill Kill        | 23. Sep. 2007        | 21. Mai 2008                          | Alex Zakrzewski   | Veena Cabreros Sud                 |
| 95         | 2         | Doppelmoral             | That Woman         | 30. Sep. 2007        | 28. Mai 2008                          | Roxann Dawson     | Liz W. Garcia                      |
| 96         | 3         | Die Ängste der Amish    | Running Around     | 7. Okt. 2007         | 4. Juni 2008                          | Holly Dale        | Jennifer M. Johnson                |
| 97         | 4         | Teufelsmusik            | Devil Music        | 14. Okt. 2007        | 11. Juni 2008                         | Chris Fisher      | Kate Purdy                         |
| 98         | 5         | Ein gefährliches Paar   | Thick as Thieves   | 21. Okt. 2007        | 18. Juni 2008                         | Holly Dale        | Christopher Silber                 |
| 99         | 6         | Wunderkind              | Wunderkind         | 28. Okt. 2007        | 25. Juni 2008                         | Kevin Bray        | Greg Plageman                      |
| 100        | 7         | Krieg der Welten        | World’s End        | 4. Nov. 2007         | 2. Juli 2008                          | Roxann Dawson     | Gavin Harris                       |
| 101        | 8         | 17                      | It Takes a Village | 11. Nov. 2007        | 16. Juli 2008                         | Kevin Bray        | Erica Shelton                      |
| 102        | 9         | Außenseiter             | Boy Crazy          | 18. Nov. 2007        | 9. Juli 2008                          | Holly Dale        | Joanna Lovinger                    |
| 103        | 10        | Gerechtigkeit           | Justice            | 25. Nov. 2007        | 16. Juli 2008                         | Agnieszka Holland | Veena Cabreros Sud                 |
| 104        | 11        | Familie 8108            | Family 8108        | 9. Dez. 2007         | 23. Juli 2008                         | Jeannot Szwarc    | Kellye Garrett & Elizabeth Randall |
| 105        | 12        | Sabotage                | Sabotage           | 6. Jan. 2008         | 23. Juli 2008                         | Nicole Kassell    | Greg Plageman                      |
| 106        | 13        | Spider                  | Spiders            | 17. Feb. 2008        | 30. Juli 2008                         | John Peters       | Liz W. Garcia                      |
| 107        | 14        | Eine fremde Welt        | Andy in C Minor    | 30. März 2008        | 30. Juli 2008                         | Jeannot Szwarc    | Gavin Harris                       |
| 108        | 15        | Sinn des Lebens         | The Road           | 6. Apr. 2008         | 13. Aug. 2008                         | Holly Dale        | Jennifer M. Johnson                |
| 109        | 16        | Schlechter Ruf          | Bad Reputation     | 13. Apr. 2008        | 20. Aug. 2008                         | Alex Zakrzewski   | Christopher Silber                 |
| 110        | 17        | Verfolgt                | Slipping           | 27. Apr. 2008        | 27. Aug. 2008                         | Kevin Bray        | Erica Shelton                      |
| 111        | 18        | Der Geist meines Kindes | Ghost of My Child  | 4. Mai 2008          | 27. Feb. 2009                         | Roxann Dawson     | Liz W. Garcia                      |

## Staffel 6
Die Erstausstrahlung der sechsten Staffel war vom 28. September 2008 bis 10. Mai 2009 auf dem US-amerikanischen Sender CBS zu sehen. Die deutschsprachige Erstausstrahlung sendete der deutsche Free-TV-Sender Kabel eins vom 6. März bis zum 20. November 2009.
| Nr. (ges.) | Nr. (St.) | Deutscher Titel       | Originaltitel          | Erstausstrahlung USA | Deutschsprachige Erstausstrahlung (D) | Regie             | Drehbuch                            |
| ---------- | --------- | --------------------- | ---------------------- | -------------------- | ------------------------------------- | ----------------- | ----------------------------------- |
| 112        | 1         | Glorreiche Zeiten     | Glory Days             | 28. Sep. 2008        | 6. März 2009                          | Roxann Dawson     | Gavin Harris                        |
| 113        | 2         | Wahre Berufung        | True Calling           | 5. Okt. 2008         | 13. März 2009                         | Paris Barclay     | Christopher Silber                  |
| 114        | 3         | Tupperware            | Wednesday’s Women      | 12. Okt. 2008        | 20. März 2009                         | John Finn         | Erica Shelton                       |
| 115        | 4         | Rollergirl            | Roller Girl            | 19. Okt. 2008        | 27. März 2009                         | Holly Dale        | Elle Triedman                       |
| 116        | 5         | Landgang              | Shore Leave            | 26. Okt. 2008        | 3. Apr. 2009                          | Alex Zakrzewski   | Elwood Reid                         |
| 117        | 6         | Haifischbecken        | The Dealer             | 2. Nov. 2008         | 17. Apr. 2009                         | Chris Fisher      | Greg Plageman                       |
| 118        | 7         | Die Mondlandung       | One Small Step         | 9. Nov. 2008         | 24. Apr. 2009                         | David Von Ancken  | Taylor Elmore                       |
| 119        | 8         | Zolotoi               | Triple Threat          | 16. Nov. 2008        | 8. Mai 2009                           | Kevin Bray        | Kathy Ebel                          |
| 120        | 9         | Pin-up-Girl           | Pin Up Girl            | 23. Nov. 2008        | 15. Mai 2009                          | Chris Fisher      | Gavin Harris                        |
| 121        | 10        | Schmutziger Wahlkampf | Street Money           | 30. Nov. 2008        | 22. Mai 2009                          | Carlos Avila      | Christopher Silber                  |
| 122        | 11        | Über den Wolken       | Wings                  | 21. Dez. 2008        | 29. Mai 2009                          | David Von Ancken  | Jennifer M. Johnson                 |
| 123        | 12        | Lottofieber           | Lotto Fever            | 4. Jan. 2009         | 7. Aug. 2009                          | Agnieszka Holland | John Brian King                     |
| 124        | 13        | Letzte Meldung        | Breaking News          | 11. Jan. 2009        | 14. Aug. 2009                         | Holly Dale        | Erica Shelton                       |
| 125        | 14        | Heile Welt            | The Brush Man          | 25. Jan. 2009        | 21. Aug. 2009                         | Roxann Dawson     | Elwood Reid                         |
| 126        | 15        | Zeugenschutz          | Witness Protection     | 15. Feb. 2009        | 28. Aug. 2009                         | Alex Zakrzewski   | Elle Triedman                       |
| 127        | 16        | Schakale              | Jackals                | 8. März 2009         | 11. Sep. 2009                         | Marcos Siega      | Taylor Elmore                       |
| 128        | 17        | Getroffen             | Officer Down           | 15. März 2009        | 25. Sep. 2009                         | Alex Zakrzewski   | Christopher Silber                  |
| 129        | 18        | Psycho-Spiele         | Mind Games             | 22. März 2009        | 2. Okt. 2009                          | Donald Thorin jr. | Gavin Harris                        |
| 130        | 19        | Libertyville          | Libertyville           | 29. März 2009        | 17. Okt. 2009                         | Marcos Siega      | Kathy Ebel                          |
| 131        | 20        | Kubaner               | Stealing Home          | 12. Apr. 2009        | 30. Okt. 2009                         | Kevin Bray        | Danny Pino & Elwood Reid            |
| 132        | 21        | 22. November          | November 22nd          | 26. Apr. 2009        | 6. Nov. 2009                          | Jeannot Szwarc    | Ryan Farley                         |
| 133        | 22        | Die Kadettin – Teil 1 | The Long Blue Line (1) | 3. Mai 2009          | 13. Nov. 2009                         | Roxann Dawson     | Jennifer M. Johnson & Greg Plageman |
| 134        | 23        | Die Kadettin – Teil 2 | Into the Blue (2)      | 10. Mai 2009         | 20. Nov. 2009                         | Jeannot Szwarc    | Jennifer M. Johnson & Greg Plageman |

## Staffel 7
Die Erstausstrahlung der siebten Staffel war vom 27. September 2009 bis 2. Mai 2010 auf dem US-amerikanischen Sender CBS zu sehen. Die deutschsprachige Erstausstrahlung sendete der deutsche Free-TV-Sender Kabel eins vom 5. März bis zum 5. November 2010.
| Nr. (ges.) | Nr. (St.) | Deutscher Titel       | Originaltitel          | Erstausstrahlung USA | Deutschsprachige Erstausstrahlung (D) | Regie                 | Drehbuch                        |
| ---------- | --------- | --------------------- | ---------------------- | -------------------- | ------------------------------------- | --------------------- | ------------------------------- |
| 135        | 1         | Die Überfahrt         | The Crossing           | 27. Sep. 2009        | 5. März 2010                          | Alex Zakrzewski       | Taylor Elmore                   |
| 136        | 2         | Super-Skater          | Hood Rats              | 4. Okt. 2009         | 12. März 2010                         | Chris Fisher          | Elwood Reid                     |
| 137        | 3         | Jurisprudenz          | Jurisprudence          | 11. Okt. 2009        | 19. März 2010                         | Holly Dale            | Christopher Silber              |
| 138        | 4         | Soul                  | Soul                   | 25. Okt. 2009        | 26. März 2010                         | John F. Showalter     | Ryan Farley                     |
| 139        | 5         | WASP                  | WASP                   | 1. Nov. 2009         | 9. Apr. 2010                          | Chris Fisher          | Denise Thé                      |
| 140        | 6         | Totes Rennen          | Dead Heat              | 8. Nov. 2009         | 16. Apr. 2010                         | Nathan Hope           | Adam Glass                      |
| 141        | 7         | Zwischen den Zeilen   | Read Between the Lines | 15. Nov. 2009        | 23. Apr. 2010                         | Kevin Bray            | Erica L. Anderson               |
| 142        | 8         | Dragon Boys           | Chinatown              | 22. Nov. 2009        | 30. Apr. 2010                         | David Von Ancken      | Alicia Kirk                     |
| 143        | 9         | Debatten              | Forensics              | 6. Dez. 2009         | 7. Mai 2010                           | Holly Dale            | Jerome Schwartz                 |
| 144        | 10        | Das Hockey-Wunder     | Iced                   | 13. Dez. 2009        | 14. Mai 2010                          | Peter Medak           | Taylor Elmore                   |
| 145        | 11        | Der gute Soldat       | The Good Soldier       | 10. Jan. 2010        | 21. Mai 2010                          | Gwyneth Horder-Payton | Christopher Silber              |
| 146        | 12        | Bunny                 | The Runaway Bunny      | 17. Jan. 2010        | 28. Mai 2010                          | John Finn             | Elwood Reid                     |
| 147        | 13        | Graffiti              | Bombers                | 14. Feb. 2010        | 10. Sep. 2010                         | Janice Cooke-Leonard  | Gina Gionfriddo                 |
| 148        | 14        | Metamorphose          | Metamorphosis          | 21. Feb. 2010        | 17. Sep. 2010                         | Chris Fisher          | Adam Glass & Danny Pino         |
| 149        | 15        | Zwei Hochzeiten       | Two Weddings           | 28. Feb. 2010        | 24. Sep. 2010                         | Nathan Hope           | Meredith Stiehm                 |
| 150        | 16        | Wrestling             | One Fall               | 14. März 2010        | 1. Okt. 2010                          | Don Thorin jr.        | Ryan Farley                     |
| 151        | 17        | Feuerhölle            | Flashover              | 21. März 2010        | 8. Okt. 2010                          | Jeannot Szwarc        | Greg Plageman                   |
| 152        | 18        | Rachefeldzug – Teil 1 | The Last Drive-In (1)  | 28. März 2010        | 15. Okt. 2010                         | Chris Fisher          | Elwood Reid                     |
| 153        | 19        | Rachefeldzug – Teil 2 | Bullet (2)             | 4. Apr. 2010         | 15. Okt. 2010                         | John F. Showalter     | Christopher Silber              |
| 154        | 20        | Woodstock             | Free Love              | 11. Apr. 2010        | 22. Okt. 2010                         | Jeffrey Hunt          | Elwood Reid & Denise Thé        |
| 155        | 21        | Ballkönigin – Teil 1  | Almost Paradise (1)    | 2. Mai 2010          | 29. Okt. 2010                         | Alex Zakrzewski       | Christopher Silber & Adam Glass |
| 156        | 22        | Schwestern – Teil 2   | Shattered (2)          | 2. Mai 2010          | 5. Nov. 2010                          | Jeannot Szwarc        | Greg Plageman & Elwood Reid     |